# Калиновський Григорій Миколайович
Григорій Миколайович Калиновський (*19 квітня 1938 — 13 лютого 2020) — український науковець у галузі ветеринарної медицини. Доктор ветеринарних наук, професор. Академік АН ВШ України (з 2006).

## Біографія
Народився в с. Нагачів Яворівського району Львівської обл. У 1955 р. закінчив Нагачівську середню школу. Учився в однорічній ветеринарній школі м. Львова і працював молодшим ветеринарним фельдшером колгоспу ім. Сталіна с. Нагачів Яворівського району. У 1957—1960 рр. — служба в армії, у 1960—1965 рр. — навчання на факультеті ветеринарної медицини Української сільгоспакадемії (УСГА, нині — Національний університет біоресурсів і природокористування України). Упродовж 7 років працював у Тячівському р-ні Закарпатської обл. на посадах завідувача Дібровської ветеринарної дільниці, заступника головного ветлікаря району і старшого ветлікаря радгоспу «Верховина». У 1972—1975 рр. навчався в аспірантурі при кафедрі акушерства УСГА, у 1975—1995 рр. працював на факультеті ветеринарної медицини УСГА, займаючи посади асистента і доцента кафедри хірургії. У 1975 р. захистив кандидатську дисертацію на тему: «Гістологічні зміни в карункулах, фізико-хімічні і цитологічні показники в лохіях корів у післяродовий період». Докторську дисертацію на тему: «Морфофункціональне обґрунтування раціональної профілактики акушерської патології в корів» захистив у 1993 р. У 1994 р. присвоєно наукове звання професора. З 1995 р. — завідувач кафедри акушерства, терапії і хірургії Державного агроекологічного університету (м. Житомир). У 1996 р. обраний деканом факультету ветеринарної медицини.

## Наукова діяльність
Наукова діяльність спрямована на вивчення патології родів і післяродового періоду в корів, обґрунтування раціональної профілактики патології родів, прогнозування відтворення великої рогатої худоби в господарствах зон радіоактивного забруднення.
Автор численних методичних порад і розробок для студентів, наукових статей. Співавтор «Довідника ветеринарного лікаря» (1990), підручників «Загальна ветеринарна хірургія» (1990), «Спеціальна ветеринарна хірургія» (1991), довідника «Болезни молодняка сельскохозяйственных животных», монографії «Материнська плацента і затримання посліду у корів» (2003).
Підготував 8 кандидатів наук.
Був членом спеціалізованих вчених рад із захисту дисертацій у Харківській зооветеринарній академії, Білоцерківському державному аграрному університеті. Член спеціалізованих рад у Державному агроекологічному університеті та Національному аграрному університеті.

## Відзнаки
13 червня 2015 Григорію Калиновському присуджено нагороду Ярослава Мудрого в галузі науки і техніки.